# Usagi Yojimbo
Usagi Yojimbo (japanska för "kanin-livvakt") är en tecknad serie som skapades av Stan Sakai, och fick egen serietidning 1987.

## Beskrivning
Serien utspelar sig under Edoperioden i Japan (tidigt 1600-tal) och seriefigurerna är djur som går på två ben och pratar, precis som människor, så kallad antropomorfism. Huvudpersonen är en kanin-ronin med namnet Miyamoto Usagi som vandrar runt i landet under sin musha shugyo (krigarens pilgrimsfärd) och emellanåt säljer sina tjänster som livvakt. Rollfiguren Usagi är inspirerad av den välkända svärdsmästaren Miyamoto Musashi medan tonen och inspirationen till berättelserna är kraftigt influerade av Groo Svärdbäraren, Ensamvargen och filmer av den hyllade regissören Akira Kurosawa.
Tidningsalbumen består av korta och ibland längre berättelser med djupare underliggande intriger som kulminerar i längre utökade berättelser. Berättelserna innehåller flera anspelningar på Japans historia och folktraditioner, och ibland figurerar även mytologiska varelser. Arkitektur, kläder, vapen och andra föremål tecknas noggrant för att efterlikna periodens stil. Det finns flera berättelser vars syfte är att illustrera element i japansk konst och japanskt hantverk – till exempel skapande av drakar, svärd och lerkrukor. Dessa ansträngningar har varit så pass framgångsrika att serien har tilldelats ett "Föräldrarnas val-pris" för sitt utbildningsvärde. Serien följer även den japanska namnstandarden där efternamnet skrivs innan förnamnet.

## Historik
Från början var tanken att Usagi och alla andra seriefigurer skulle vara människor gestaltade i berättelser modellerade efter samurajen Miyamoto Musashis liv. När Sakai satt och ritade litet förstrött ritade han ett par kaninöron uppsatta som en hårsvans - en säregen detalj som inspirerade honom. Sakai fortsatte utveckla idén och hans serievärld formades snabbt till en antropomorfisk fantasymiljö som han ansåg passade berättelsen och hade ett unikt utseende.

### Utgivning
Usagi förekom för första gången i antologin Albedo Anthropomorphics (nr 2, 1984, vol. 1) och senare i Fantagraphics antologi Critters som innehöll serier med antropomorfa djur innan den kom med en egen titel på Fantagraphics 1987. 1996 flyttade titeln till förlaget Dark Horse Comics. Däremellan utkom den med 16 nummer på Mirage Comics.
Eftersom Usagi Yojimbo ägs helt och hållet av skaparen Stan Sakai har Miyamoto Usagi kunnat figurera i enstaka korta berättelser publicerade av andra förlag än det som för närvarande ger ut serien. Usagi har figurerat i serietidningar publicerade av Cartoon Books, Oni Press, Sky Dog Press, Wizard Press och senast i välgörenhetsboken Drawing the Line där vinsten donerades till Princess Margaret Hospital och The Hospital for Sick Children. Usagi har även medverkat i Teenage Mutant Ninja Turtles vid flera tillfällen och sköldpaddorna har även hälsat på i Usagi Yojimbo.

### Utgivning i Sverige
I Sverige publicerades serien i ett nummer av Samurai (nr 1-2/1991), samt i ett nummer av Seriemagasinet Extra (nr 2/1991). Sedan började serietidningen Usagi Yojimbo att ges ut av Epix Förlag 1991–92 i elva nummer (nr 1-5/1991 och nr 1-6/1992). Senare publicerades den även som gästserie 1994 i Teenage Mutant Hero Turtles.
Under 2000-talet gav Epix ut två samlingsvolymer med tidiga Usagi Yojimbo-äventyr.

## Spinoffer
En släkting till Usagi kunde man läsa om i Rowrbrazzle (en tidning för "furry"-frälsta), där Sakai gjorde ett deckarmysterium med Terry Miyamoto i huvudrollen. En annan avläggarserie är "Space Usagi" - en science fiction-serie som utspelar sig långt in i framtiden med seriefigurer snarlika de i den ursprungliga serien. Bland andra finns en ättling till Miyamoto Usagi med. Tre miniserier fördelade på tre tidningar publicerades samt ett par korta berättelser.

## Gästspel
- Usagi Yojimbo har gästspelat ett flertal gånger i TV-serierna, TV-spelen och serien Teenage Mutant Ninja Turtles.
- Groo har dykt upp i en cameo i Usagi Yojimbo och Teenage Mutant Ninja Turtles har deltagit som bifigurer i flera episoder.
- Ensamvargen har varit med i Usagi Yojimbo under namnet Lone Goat and Kid.
- Den blinde massören Zato-Ichi är med i Usagi Yojimbo under namnet Zato-Ino.

## Spel
Två olika utgåvor av Usagi Yojimbo som rollspel har publicerats - en version från 1998 av Gold Rush Games och en version från 2005 av Sanguine Productions.
Det finns även ett datorspel med namnet Samurai Warrior: The Battles of Usagi Yojimbo som släpptes för Commodore 64, ZX Spectrum och Amstrad CPC under 1988 av den nu nedlagda utgivaren Firebird Software.